# سولتسي
سولتسي (بالروسية: Сольцы) هي إحدى مدن روسيا في الكيان الفدرالي الروسي نوفغورود أوبلاست.

## أعلام
- زانا يوركينا